# Jean-Pierre Augier
Pour les articles homonymes, voir Augier.
Jean-Pierre Augier est un sculpteur français né le 17 mai 1941 dans le hameau de Saint-Antoine-de-Siga, à Levens, dans l’arrière-pays niçois (France).

## Biographie
Jean-Pierre Augier naît le 17 mai 1941 dans le hameau de Saint-Antoine-de-Siga, que se partagent les communes de Levens et de Saint-Blaise, dans les Alpes-Maritimes, arrondissement niçois, dans le Sud-Est de la France.
Jean-Pierre Augier, se rendant à l’école, découvre au quotidien la nature, qui le fascine. Celle-ci est à l’origine de ses créations artistiques. Au cours de sa jeunesse, il parcourt de nombreuses églises, cathédrales et musées tels que le musée du Louvre. Enfant, il crée déjà avec des matériaux divers comme des écailles de pommes de pin, du bois d’olivier ou encore du typha.
En 1956, il commercialise ses premières créations grâce à l’aide du sculpteur Marcel Maury. De 1961 à 1963, lors de son service militaire en Algérie, il continue son travail inspiré par des gravures rupestres. Ce n’est qu’en 1963 qu’il s’intéresse aux outils abandonnés et qu’il leur offre une seconde vie en tant qu’œuvre d’art. Il installe son atelier en 1964 dans l’écurie et la pression de la maison de ses parents. Il y confectionne des pièces en bois et en métal qu’il présente lors de sa première exposition à la mairie de Levens en 1965 en compagnie de Marcel Maury.
De son premier mariage avec Marie-Hélène Paviller en 1967 naissent Laurence (en 1968) et Emmanuel (en 1970). En 1970 il ne travaille plus que le fer et est surnommé le « magicien du fer ». En 1973 s’ouvre la Maison du Portal, acquise et restaurée par la municipalité de Levens pour y abriter diverses activités culturelles. À partir de cette année, Jean-Pierre Augier y exposera chaque été ses œuvres. Sa collection personnelle, composée d’une centaine de pièces, est exposée en permanence dans cette maison dès 1990. C’est durant cette année que Jean-Pierre et sa première épouse se séparent. En 1995, il est élu président de l’Association de la Maison du Portal à Levens, créée en 1994.
En 1997, Jean-Pierre épouse Monika Jocham, qui illustrera par ses photographies les livres consacrés au sculpteur. Il est nommé chevalier des Arts et des Lettres en 2003.

## Sculpture

### Techniques
Jean-Pierre Augier commence vraiment la sculpture dans les années 1970, en s'inspirant d'artistes et créateurs modifiant les vieux outils pour en faire des œuvres d'art. Il nomme ses œuvres « mes enfants de fer ». Il trouve son inspiration dans de vieux outils et objets de fer qu'il transforme, par assemblages, en personnages ou animaux en mouvement. Son travail transfigure des objets qui étaient promis à la destruction pour leur donner une autre vie, celle d’une œuvre d’art.

### Œuvres
Les thèmes favoris du sculpteur sont la femme, la maternité, le couple, l’homme, les animaux, les fables et les contes, la mythologie et les sujets religieux. Ses œuvres poétiques reflètent la grâce, le mouvement, la tendresse et l’humour. Ses œuvres portent des noms tels que La Vache folle, L’Échographie d’un chat, La Maternité louche, Madame Seguin, Deux pigeons s’aimaient d’amour tendre, Le Couple de marteau....

#### Couples
- Couple de « crochets », 1977, localisation inconnue (œuvre phare du sculpteur[7]).
- Les Vieux en marche, 1980, .
- Petit couple, 1999, localisation inconnue.
- Adam et Ève, 1987, localisation inconnue.

#### Femmes et maternités
- La Maternité louche, 1977, localisation inconnue.
- Femme aux oiseaux, 1978, localisation inconnue.
- Carmen, 1984, localisation inconnue.
- La Mère aux deux enfants, 1992, localisation inconnue.
- La Gardeuse d’oies, 198, localisation inconnue.
- La Danseuse, localisation inconnue.

#### Hommes
- La Chorale, 1969, localisation inconnue.
- Pierrot suspendu à la lune, 1982, localisation inconnue.
- Napoléon, 1980, localisation inconnue.
- Ton père et moi nous te cherchions, 1992, localisation inconnue.

#### Œuvres religieuses
- Retour de l’enfant prodigue, 1994, localisation inconnue.
- Annonciation, 1985, collection particulière (Antibes).
- La Piéta, 1985, église aux Saintes Maries de la Mer.
- Grand Saint Michel terrassant le dragon, circa 1980, collection personnelle de Cyril de La Patellière.
- Saint François, 1972, abbaye de Lérins.

#### Animaux
- Les Hérissons, 1973, localisation inconnue.
- Les Canards se disputant un ver, 1976, localisation inconnue.
- Petit chat qui guette, 1984, localisation inconnue.
- Les Bœufs au labour, 1969, localisation inconnue.

#### Fables et légendes
- Le Chat botté, 1984, localisation inconnue.
- Le Cheval de Troye, 1977, localisation inconnue.
- Les Héros sont fatigués, 1974, localisation inconnue.
- Le Pharaon remettant sa conscience à Anubis, 1971, localisation inconnue.

#### Sculptures monumentales
- Le Facteur, enseigne de la poste à Levens, 1988.
- Laissez venir à moi les petits outils, 1981, localisation inconnue.
- Le Graminaire, 1978, localisation inconnue.
- Vive Levens ! (le coq à l’entrée du village), 1992.

## Publication
- J.P. Augier, Jean-Pierre Augier sculpteur, Nice, éditions ROM, 2007.p

#### Ouvrages
- Pierre Rouyer (photogr. Monika Augier-Jocham), Jean-Pierre Augier ou l'art de voir, Éditions du Grand-Saint-Bernard, 2015.
- Dictionnaire Bénézit, vol. 1, Paris, éditions Gründ, 1999, 4e éd..
- Jean-Charles Hachet, Dictionnaire illustré des sculpteurs animaliers et fondeurs de l'Antiquité à nos jours, vol. 1, Paris, Éditions Argus Valentines, 2005.

#### Articles de presse
- Béatrice Compte, « Augier : ce sculpteur sait faire danser le fer », Le Figaro magazine, no ?,‎ 25 novembre 1995, p. 96-100.
- Jean-Charles Hachet, « Jean-Pierre Augier, sculpteur », Arts et Biologie, no 31,‎ décembre 1999.